# 小林千紗
小林千紗（KOBAYASHI Chisa，1987年12月12日—），日本女子花樣游泳运动员。京都府出生，畢業於烏丸中学校、京都文教高校及立命館大学。

## 生涯
2010年，與隊友參加廣州亞運會花樣游泳比賽的雙人、集體及自由組合比賽，奪得三面銀牌。